# Marie Rønningen
Marie Rønningen, född 13 march 1994, är en norsk seglare.

## Karriär
Rønningen tävlade i OS i Tokyo 2020 där hon tillsammans med Helene Næss, och slutade på en sjunde plats i 49er FX. Tillsammans med Næss har hon tagit guld vid Europamästerskapen både 2018 och 2023 i samma klass, och de kommer att tävla i samma klass vid OS 2024.